# Velko Valkanov
Velko Valkanov (Sofía, Bulgaria, 16 de noviembre de 1927-Sofía, Bulgaria, 26 de noviembre de 2016), político y abogado búlgaro, doctor en Ciencias Jurídicas de la Universidad San Clemente de Ohrid de Sofía.
Educado en Derecho, se introdujo a la vida política de Bulgaria de la mano del Partido Socialista Búlgaro. Presidente honorario del Consejo Central de la Unión Antifascista Búlgara y del Comité de Derechos Humanos de Bulgaria a partir de 1990.
Fue candidato presidencial en las elecciones de 1992, en la cual fue como candidato independiente logrando el segundo lugar con 1 546 843 sufragios correspondientes al 30,4 % de los votos. Pasó a segunda vuelta contra el candidato Zhelyu Zhelev, de la Unión de Fuerzas Democráticas, donde obtuvo el 47,2 % de los votos siendo derrotado. En estas elecciones fue apoyado por las fuerzas socialistas.
Fue elegido Diputado a la Gran Asamblea Nacional en tres períodos consecutivos (1990, 1991 y 1994).